# Gina McKee
Georgina McKee (Peterlee, 14 de abril de 1964) é uma atriz inglesa. Ela ganhou o BAFTA TV Award de 1997 de melhor atriz por Our Friends in the North e ganhou indicações subsequentes por The Lost Prince (2003) e The Street (2007). McKee também estrelou na televisão em The Forsyte Saga e como Catarina Sforza em Os Bórgias. Suas aparições no cinema incluem Um Lugar Chamado Notting Hill (1999), Conversa Truncada (2009) e Trama Fantasma (2017).

## Filmografia

### Cinema
| Ano  | Título                                    | Papel                        | Nota(s) |
| ---- | ----------------------------------------- | ---------------------------- | ------- |
| 1988 | The Lair of the White Worm                | Nurse Gladwell               |         |
| 1989 | The Rachel Papers                         | Evonne                       |         |
| 1993 | Naked                                     | garota no café               |         |
| 1996 | The Treasure Seekers                      | Mary Leslie                  |         |
| 1998 | Croupier                                  | Marion Nell                  |         |
| 1999 | Notting Hill                              | Bella                        |         |
| 1999 | The Messenger: The Story of Joan of Arc   | Ana da Borgonha              |         |
| 1999 | Wonderland                                | Nadia                        |         |
| 1999 | Women Talking Dirty                       | Ellen                        |         |
| 2000 | There's Only One Jimmy Grimble            | Donna                        |         |
| 2001 | The Zookeeper                             | Ankica                       |         |
| 2002 | Divine Secrets of the Ya-Ya Sisterhood    | Genevieve                    |         |
| 2003 | Burning the Bed                           | Caroline                     |         |
| 2003 | The Reckoning                             | Sarah                        |         |
| 2004 | Mickybo and Me                            | Mãe do Jonjo                 |         |
| 2005 | The Adventures of Greyfriars Bobby        | Maureen Gray                 |         |
| 2005 | MirrorMask                                | Rainha Branca / Rainha Negra |         |
| 2006 | Scenes of a Sexual Nature                 | Julia                        |         |
| 2007 | And When Did You Last See Your Father?    | Kathy Morrison               |         |
| 2007 | Atonement                                 | Nurse Drummond               |         |
| 2009 | In the Loop                               | Judy Molloy                  |         |
| 2013 | Jimmy P: Psychotherapy of a Plains Indian | Madeleine                    |         |
| 2015 | Hector                                    | Lizzie                       |         |
| 2015 | Taj Mahal                                 | mãe de Louise                |         |
| 2017 | Phantom Thread                            | Condessa Henrietta Harding   |         |
| 2022 | My Policeman                              | Marion Taylor (mais velha)   |         |

### Televisão
| Ano       | Título                   | Papel                      | Nota(s)                  |
| --------- | ------------------------ | -------------------------- | ------------------------ |
| 1979      | Quest of Eagles          | Jane                       | 7 episódios              |
| 1986      | Auf Wiedersehen, Pet     | Garota                     | 1 episódio               |
| 1987      | Inspector Morse          | garota na loja de apostas  | 1 episódio               |
| 1988      | The Lenny Henry Show     | Julie                      | 12 episódios             |
| 1989      | Minder                   | Joanna                     | 1 episódio               |
| 1990      | Drop the Dead Donkey     | Lou                        | 1 episódio               |
| 1991      | An Actor's Life For Me   | Sue Bishop                 | 6 episódios              |
| 1996      | Our Friends in the North | Mary Cox                   | 9 episódios              |
| 1997      | The Chest                | Fiona Croft                | Telefilme                |
| 1997      | Brass Eye                | Libby Shuss / Vivian Banch | 3 episódios              |
| 2001      | Dice                     | Angela Starck              | Minissérie, 6 episódios  |
| 2002–2003 | The Forsyte Saga         | Irene Forsythe             | Minissérie, 10 episódios |
| 2003      | The Lost Prince          | Lalla                      | Telefilme                |
| 2004      | The Blackwater Lightship | Helen                      | Telefilme                |
| 2006      | Tsunami: The Aftermath   | Kim Peabody                | Minissérie, 2 episódios  |
| 2006      | The Lavender List        | Marcia Williams            | Telefilme                |
| 2007      | Lewis                    | Diane Turnbull             | 1 episódio               |
| 2007      | The Old Curiosity Shop   | Sally Brass                | Telefilme                |
| 2007      | The Street               | Jan Parr                   | 2 episódios              |
| 2008      | Fiona's Story            | Fiona                      | Telefilme                |
| 2009      | Waking the Dead          | Jackie                     | 2 episódios              |
| 2010      | Dive                     | Jacqueline                 | Telefilme                |
| 2010      | The Silence              | Anne                       | Minissérie, 4 episódios  |
| 2011      | Vera                     | Julie Armstrong            | 1 episódio               |
| 2011–2013 | The Borgias              | Caterina Sforza            |                          |
| 2012      | Missing                  | Jamie Ortega               | 6 episódios              |
| 2012      | Line of Duty             | Jackie Laverty             | 3 episodes               |
| 2012–2013 | Hebburn                  | Pauline                    | 12 episódios             |
| 2012      | Secret State             | Ellis Kane                 | Minissérie, 4 episódios  |
| 2013      | By Any Means             | Helen Barlow               | Minissérie, 6 episódios  |
| 2016      | Royal Wives At War       | Wallis Simpson             | Telefilme                |
| 2017      | Emerald City             | Dr. Jane Andrews           | 5 episódios              |
| 2017      | Knightfall               | Mãe de Landry              | 3 episodes               |
| 2018      | Bodyguard                | Comandante Anne Sampson    | 5 episódios              |
| 2019      | The Rook                 | Jennifer Birch             | Minissérie, 7 episódios  |
| 2019      | Catherine the Great      | Condenssa Bruce            | Minissérie, 4 episódios  |
| 2020      | Black Narcissus          | Irmã Adela                 | Minissérie, 2 episódios  |